# Попов, Олег Константинович
Олег Константинович Попо́в (31 июля 1930, дер. Вырубово, Кунцевский район, Московская область, РСФСР, СССР — 2 ноября 2016, Ростов-на-Дону, Россия) — советский и российский артист цирка, эквилибрист, режиссёр, актёр; народный артист СССР (1969). Кавалер ордена Ленина (1980).

## Биография
Родился 31 июля 1930 года в деревне Вырубово (ныне входит в Одинцовский городской округ Московской области). Позже семья переехала в деревню Обираловку, где в то время жили бабушка и дед Олега, а затем в Москву, в район стадиона «Динамо». В 1941 году арестовали отца Олега, часового мастера, якобы после того, как вышли из строя часы, изготовленные для И. Сталина. Отец умер в заключении.
В 1943 году Олег поступил учеником слесаря на полиграфический комбинат «Правда».
В 1944 году, занимаясь в кружке акробатики московского Дворца спорта «Крылья Советов», познакомился со студентами циркового училища, побывал на их репетициях. В том же году поступил в Государственное училище циркового искусства, которое окончил в 1950 году по специальности «эксцентрик на проволоке».
Начал свою карьеру эквилибристом, выступая с номером «Эксцентрик на свободной проволоке» (режиссёр-педагог С. Морозов). В 1950 году дебютировал в качестве ковёрного клоуна в Саратовском цирке. Официально работать клоуном стал в 1951—1952 годах в Рижском цирке. Окончательно утвердился в этом амплуа в Молодёжном цирковом коллективе под руководством знаменитого клоуна Карандаша (1951—1953).
Создал артистический образ «Солнечного клоуна» — неунывающего паренька с копной соломенных волос в полосатых штанах и клетчатой кепке. В своих выступлениях использовал такие приёмы, как эквилибристика, акробатика, жонглирование, пародирование цирковых номеров, но главное место в его выступлениях занимали антре, решённые средствами буффонады и эксцентрики. Среди лучших реприз — «Повар», «Свисток», «Луч», «Машина».
Участник многих телевизионных передач, в частности, принимал участие в детской телепередаче «Будильник». Часто снимался в кино, чаще всего камео, выступал в качестве режиссёра цирковых спектаклей.
Принимал участие в первых гастролях советского цирка в странах Западной Европы. Эти поездки принесли ему мировую славу.
Работал в Большом Московском государственном цирке у станции метро «Университет».
Жил в Москве на Молодёжной улице в доме № 3. Выражал сожаление в связи с потерей в 1990-х годах своих накоплений.

## Карьера в Германии
С 1991 года жил и работал в Эглофштайне, в Германии, но сохранил российское гражданство. «У меня русский паспорт, и гражданство я менять не собираюсь». Выступал в собственной цирковой программе под сценическим псевдонимом «Счастливый Ганс» (нем. Hans im Glück).
В июне 2015 года, впервые после 24 лет проживания в Германии, посетил Россию. 30 июня выступил на арене цирка в Сочи с двумя репризами в рамках Международной профессиональной цирковой премии «Мастер». В декабре 2015 года выступил в Санкт-Петербурге на открытии после реставрации Цирка Чинизелли.

#### Последние годы
В 2016 году у него был запланирован гастрольный тур по России. С 24 сентября по 9 октября с аншлагом прошли его выступления в Саратове. Во время последних гастролей подарил цирку Саратова, где начал карьеру, одну из своих знаменитых кепок, которая была куплена им неподалёку от этого цирка в магазине «Головные уборы».
В конце октября приехал в Ростов-на-Дону, где планировал дать 15 представлений (позднее должны были пройти гастроли в Екатеринбурге и Самаре). Его последнее представление состоялось 30 октября. 
2 ноября в 23:00 родные и близкие заметили, что Олег Попов сидит в странной позе. Срочно вызвали «скорую помощь», однако спасти Олега Константиновича не смогли. Он скончался на 87 году жизни от остановки сердца.
По решению жены и дочери был похоронен в городе Эглофштайне в Германии 4 ноября, при этом, в соответствии с последней волей  артиста, в клоунском костюме .

### Семья
- Первая жена (с 1952 года) — Александра Ильинична Попова (урождённая Рыславская, 1932—1990), скрипачка в цирковом оркестре, затем артистка цирка, умерла от рака[19].
  - Дочь — Ольга Олеговна Попова (род. 1953), цирковая танцовщица на проволоке, выступала вместе с отцом, однако, создав семью, оставила цирк, живёт недалеко от Франкфурта-на-Майне (Германия). Внук Евгений, внучка Вера и правнук Максимилиан.
- Вторая жена (с 1991 года) — немка Габриэла Леман (Gabriela Lehmann; род. 1962), артистка цирка. Познакомились в 1991 году в Амстердаме[20].

## Фильмография
- 1953 — Арена смелых — камео
- 1959 — Потерянная фотография — камео
- 1959 — Косолапый друг — Женя, молодой клоун
- 1960 — Новоселье Олега Попова (короткометражный) — камео
- 1962 — Вечер в Москве (короткометражный) — камео
- 1964 — Голубой огонёк-1964 (музыкальный фильм) — камео
- 1966 — Последний жулик — камео
- 1966 — Рыцарь без доспехов — приятель
- 1967 — Пополам (музыкальный фильм) — камео
- 1967 — Самая высокая (музыкальный фильм) — камео
- 1968 — В гостях у московской милиции (музыкальный фильм) — камео
- 1968 — Полчаса на чудеса (киноальманах) — дядя Маляр
- 1969 — Парад-алле (фильм-концерт) (реприза «Повар») — камео
- 1969 — Похищение — камео
- 1970 — Представление начинается! (короткометражный)
- 1970 — Приключения жёлтого чемоданчика — камео
- 1971 — Тримпу в цирке (мультипликационный) — клоун
- 1972 — Карнавал — главный клоун
- 1976 — Весёлое сновидение, или Смех и слёзы — маг Универ
- 1976 — Мама — Медведь
- 1976 — Синяя птица — клоун
- 1978 — Ералаш (выпуск № 16, сюжет «Царевна-Несмеяна») — камео
- 1979 — Солнце в авоське (фильм-концерт) — камео
- 1986 — Что такое «Ералаш»? (музыкальный фильм) («Песенка о гриме») — камео
- 1987 — Посторонним вход разрешён — камео

## Звания и награды
Государственные награды:
- Заслуженный артист РСФСР (30 ноября 1956)[21]
- Народный артист РСФСР (15 октября 1958)[22]
- Народный артист СССР (30 сентября 1969)
- Три ордена Трудового Красного Знамени (1967, 1976, 1986)
- Орден Ленина (14 февраля 1980 года) — за заслуги в развитии советского циркового искусства[23][24].
- Орден Дружбы (17 декабря 1994 года) — за заслуги перед народом, связанные с развитием российской государственности, достижениями в труде, науке, культуре, искусстве, укреплением дружбы и сотрудничества между народами[25]

Другие награды, премии, поощрения и общественное признание:
- Лауреат Международного фестиваля цирков в Варшаве (две золотые медали как клоуну на манеже и как эксцентрику, выступающему на свободной проволоке, 1957)
- Специальный приз — «Белый слон» (Бельгия, как лучшему цирковому артисту года)
- Почётный приз «Золотой клоун» (фр. Clown d'or) Международного циркового фестиваля в Монте-Карло (1981)
- Благодарность Министра культуры и массовых коммуникаций Российской Федерации (5 августа 2005 года) — за многолетний и плодотворный труд, большой личный вклад в развитие отечественного циркового искусства и в связи с 75-летием со дня рождения[26].
- Почётная грамота Президента Российской Федерации (30 июля 2010 года) — за заслуги в развитии циркового искусства и многолетнюю творческую деятельность[27]
- Премия «Легенда цирка» в рамках Международной профессиональной цирковой премии «Мастер»(Сочи, 2015)[28]

## Память
- Имя клоуна носит цирк в Самаре[29].
- Олегу Попову установлен памятник возле Ростовского цирка.
- В 2002 году после реконструкции Тюменского государственного цирка на площади перед ним расположили скульптурную композицию «Арена с тремя клоунами»: Ю. Никулиным, Карандашом и О. Поповым.

Творчеству и памяти циркового артиста посвящены документальные фильмы и телепередачи:
- 1966 — «В городе клоун. Олег Попов в Ленинграде», из документального цикла «Великие клоуны», реж. Л. Дербышева. Студия ЦСДФ (РЦСДФ). При участии «Совэкспортфильм».
- 1967 — «День цирка на ВДНХ».
- 1979 – «Солнце в авоське» – телевизионный музыкальный фильм.
- 2003 — «Клоуны — Короли смеха. Олег Попов» — Кинофабрика Д. Харитонова, реж. В. Голювинов.
- Документальный фильм. ООО «Студия Телеостров». Режиссёр: В. Голювинов. Сценарий: Д. Любиков (31 июля 2015). Свидание с Олегом Поповым. ГТРК «Культура», 2004. Архивировано 25 сентября 2020. {{cite episode}}: |series= пропущен или пуст (справка)
- 2013 — «„Смешная жизнь“ Олега Попова» — Кинокомпания «Студия „Пассажир“», реж. А. Анненский.
- 2014 — «Олег Попов. „Легенды цирка“» («Звезда»)[30].
- 2015 — «Олег Попов. „Я жив!“» («Первый канал»)[31][32].
- 2018 — «Олег Попов. „Последний день“» («Звезда»)[33].
- 2020 — «Олег Попов. „Каждый новый день нужно дарить больше счастья!“» («Мир»)[34].

## Интервью и статьи
- Интервью газете «Русская Германия»[35]
- Н. Тищенко, В. Ясногородский. Солнечный клоун не хочет возвращаться Архивная копия от 10 декабря 2015 на Wayback Machine // Невское время. 10.02.2006.
- Томас, А. Олег Попов — легенда Советского цирка. Журнал «Знать» (19 декабря 2008). Дата обращения: 25 октября 2009. Архивировано из оригинала 7 января 2013 года.
- За что Олег Попов сидел на скамье подсудимых Архивная копия от 26 января 2008 на Wayback Machine
- Как Олег Попов любил двух женщин Архивная копия от 22 октября 2016 на Wayback Machine
- Майя Беленькая. Специально для читателей «Новой» выступают: Олег Попов, его жена и Чудик (маленький бык). Новая газета (30 июля 2010). Дата обращения: 18 января 2022. Архивировано 4 декабря 2021 года.
- Олег Попов. Клоун в изгнании (спецвыпуск программы Андрея Малахова «Пусть говорят» от 27 декабря 2011 года) Архивная копия от 7 января 2012 на Wayback Machine
- Интервью газете «Московский комсомолец» от 26 февраля 2015 года[36]
- Клоун Олег Попов: «Какой же я предатель?!» Архивная копия от 14 июня 2015 на Wayback Machine
- Наталья Мурга. Клоун, перед которым встал на колени Чарли Чаплин. Комсомольская правда (31 июля 2015). Дата обращения: 31 июля 2015. Архивировано 27 декабря 2015 года.
- Екатерина Кинякина. Легенда советского цирка Олег Попов: «Костюмы меняются — клоун остаётся». M24.RU (1 марта 2016). Дата обращения: 2 марта 2016. Архивировано 4 марта 2016 года.
- Der Staatsclown (нем.). Der Spiegel (4 февраля 1959). Дата обращения: 4 ноября 2016. Архивировано 4 ноября 2016 года.
- Holger Reischock: «Herz in der Hand» (нем.). Berliner Zeitung (8 сентября 2001). Дата обращения: 4 ноября 2016. Архивировано 31 декабря 2015 года.
- Интервью с вдовой Олега Поповой Габриэлой[37]